# قایق هوایی

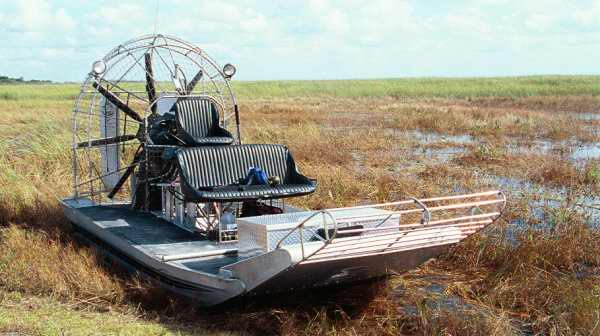
قایق هوایی

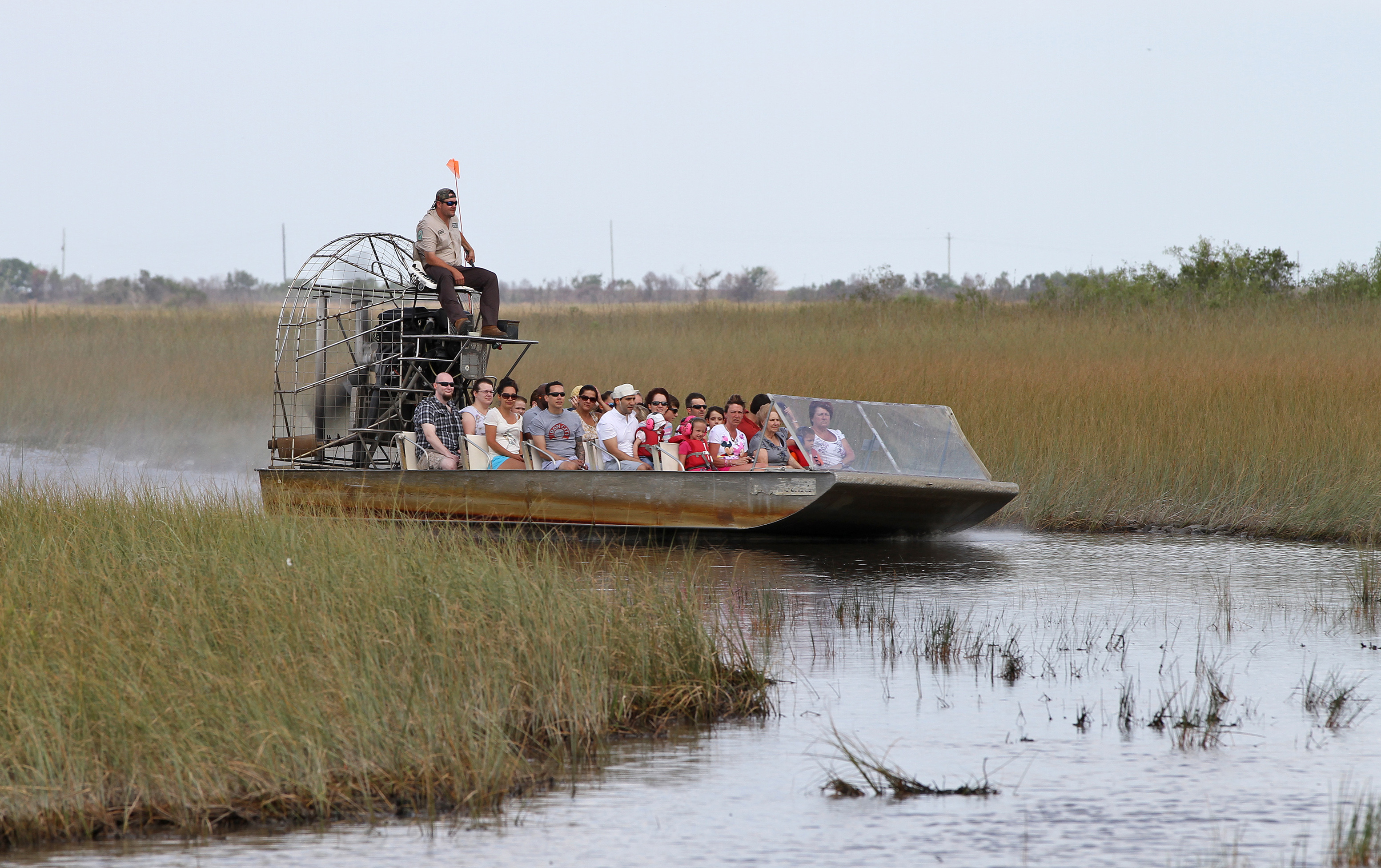
گردشگری با ایربوت یک جاذبه طبیعت‌گردی محبوب در اورگلیدز فلوریدا است

قایق هوایی (به انگلیسی: Airboat) که با عناوین قایق هواپیما، قایق باتلاق، قایق بایو، قایق پنکه‌ای یا قایق مردابی شناخته می‌شود یک شناور با کف صاف است که نیروی محرکه آن توسط ملخ (هوانوردی) متصل به موتور هواگرد یا موتور خودرو تأمین می‌شود. از این گونه قایق معمولاً برای ماهیگیری، شکار و طبیعت‌گردی و نجات و گشت مرزی استفاده می‌شود.
قایق‌های هوایی وسیله ترابری بسیار محبوب در مناطق باتلاقی یا کم عمق است چرا که استفاده از موتور قایق استاندارد با پیشران زیر آب غیرممکن است عمق کم‌آب و نیزاری‌بودن این کار را ناممکن می‌نماید، بیشترین کاربرد آن‌ها در اورگلیدز فلوریدا و همچنین در تالاب رودخانه هند، کیسیمیم و سنت جانسز. در رودخانه‌هایشان و رودخانه مکونگ و دلتای رود مکونگ و همچنین در بایو واقع در لوئیزیانا و مرداب‌های میان‌رودان و در مرداب انزلی و شلمچه در ایران است.

## نگاه کلی
ویژگی اصلی در طراحی این گونه قایق کف آن است، هیچ بخش عملیاتی در زیر خط آب وجود ندارد، این موضوع ناوبری را در باتلاق‌های کم عمق و مرداب‌ها آسان می‌کند. آن‌ها مناسب استفاده در کانال‌ها، رودخانه‌ها و دریاچه‌ها و بر روی دریاچه‌های یخ زده هستند همچنین این ویژگی آن را برای انجام عملیات نجات در سیل و یخ مناسب می‌کند.
قایق هوایی توسط نیروی باد حاصل از پروانه به جلو رانده می‌شود، و باد شدیدی در پشت پروانه که در انتهای قایق قرار دارد تولید می‌کند. سرعت آن‌ها به‌طور متوسط ۲۴۱ کیلومتر بر ساعت (۱۵۰ مایل بر ساعت) است هدایت آن‌ها از طریق یک تیغه پشت پروانه است که عمل فرمان با تغییر مکان ستون هوا به سمت چپ یا راست انجام می‌شود، کاپیتان از طریق سکانی که در سمت چپ او قرار دارد موقعیت قایق را کنترل می‌کند. فرمان و کنترل کلی تابعی از جریان آب، باد، عمق آب و نیروی محرکه است. قایق‌های هوایی در مقایسه با قایق‌های موتوری بسیار سریعتر هستند: قایق‌های تفریحی تجاری معمولاً با سرعتی در حدود ۳۵ مایل بر ساعت (۳۰ گره) معادل ۵۶ کیلومتر بر ساعت و قایق‌های هوایی اصلاح شده می‌توانند با سرعت ۱۳۵ مایل بر ساعت (۱۱۷ گره) معادل ۲۱۷ کیلومتر در ساعت حرکت کنند.
توقف و جهت‌گیری معکوس به مهارت بالای گرداننده بستگی دارد، زیرا قایق‌های هوایی ترمز ندارد. آن‌ها دنده عقب ندارند، مگر اینکه به یک موتور دارای دور معکوس مجهز باشند.
گرداننده و مسافران، به‌طور معمول در صندلی‌های مرتفع قرار می‌گیرند که امکان دیدن فرای پوشش گیاهی باتلاق را فراهم می‌کند. دید از بالا به گرداننده و مسافران اجازه می‌دهد اجسام شناور، برآمدگی‌ها و سایر موانع و جانوران را در مسیر قایق ببینند.
در ایالات متحده، یک قایق هوایی معمولی با کیفیت خوب بین ۳۳٫۰۰۰ دلار تا ۷۰٫۰۰۰ دلار قیمت دارد. با این حال، در یک کشور در حال توسعه مانند عراق، یک قایق هوایی با قیمت ۲٫۵ میلیون دینار عراقی یا ۱۴۱۴ دلار خریداری می‌شود. علی‌رغم هزینه بالای آن‌ها، قایق‌های هوایی که معمولاً در امور غیرنظامیان و در آژانس‌های جهانگردی قرار می‌گیرند: در دسامبر ۲۰۱۷ در فلوریدای آمریکا ۱۲٫۱۶۴ دستگاه، که ۱٫۰۲۵ دستگاه از آن‌ها تجاری بودند. قایق‌های هوایی به‌طور گسترده در سایر مناطق ساحلی خلیج‌ها، به ویژه لوئیزیانا مورد استفاده قرار می‌گیرند، اما می‌توان آن‌ها را در رودخانه‌ها، باتلاق‌ها و مناطق یخی در سراسر جهان، از نبراسکا تا سیبری یافت.

## تاریخ

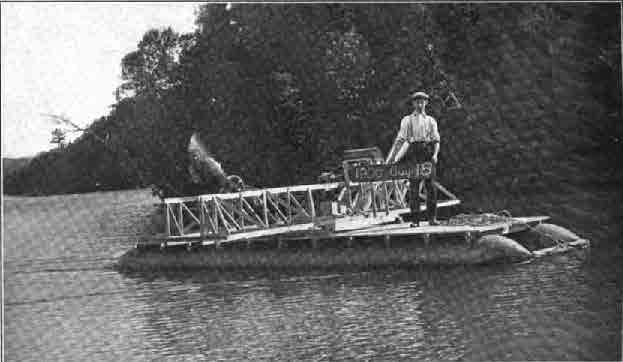
الکساندر گراهام بل با قایق آزمایشی موتور هواگرد / قایق هوایی خود، بنام اردک زشت

نخستین قایق هوایی در سال ۱۹۰۵ در نوا اسکوشیا، کانادا توسط الکساندر گراهام بل اختراع شد. قدیمی‌ترین قایق‌های هوایی بجا مانده مربوط به سال ۱۹۱۵ است، این قایق‌های هوایی نیروی زمینی بریتانیا در جنگ جهانی اول بین‌المللی بین‌النهرین است. شایان ذکر است، قایق‌های هوایی تا دهه ۱۹۳۰ مورد استفاده گسترده عمومی نبودند.

### نخستین نمونه‌های اولیه

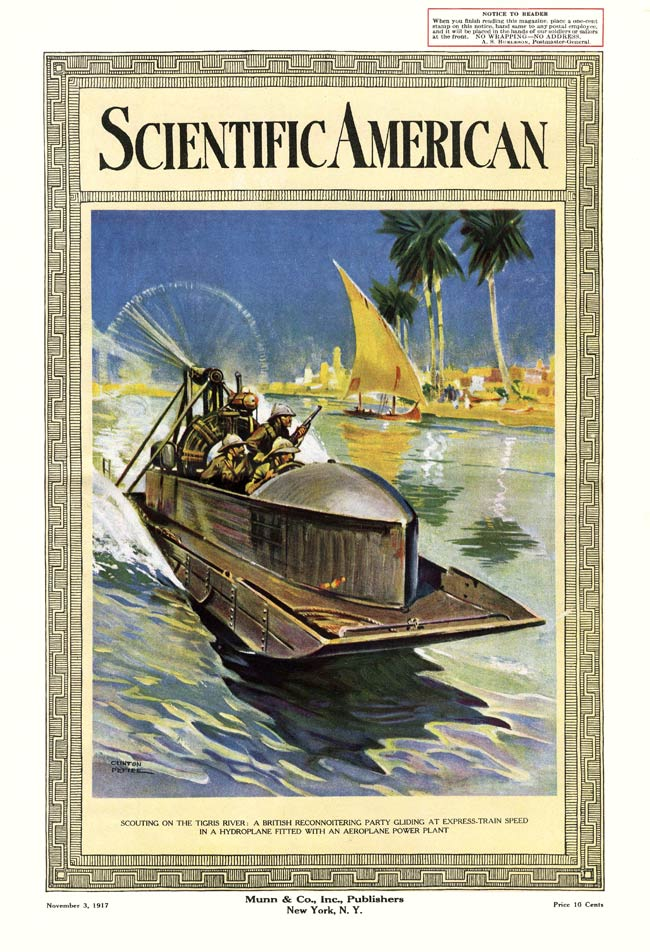
طرح روی مجله جلد ساینتیفیک آمریکن در سال ۱۹۱۷ که یک قایق هوایی ارتش انگلیس را در رودخانه دجله در عراق به تصویر می‌کشد

نخستین اجداد این قایق، وسایل نقلیه دارای آب برای آزمایش موتورهای هواپیما بودند. نخستین قایق هوایی، جوجه اردک زشت بود، یک وسیله نقلیه آزمایش پروانه هواپیما است که در سال ۱۹۰۵ در نوا اسکوشیا، کانادا توسط تیمی به سرپرستی الکساندر گراهام بل ساخته شد. زشت جوجه اردک یک ادم بددهن و ماجراجو قایق گونه رو با یک "پروانه هوایی" به یک موتور هواگردی آب سرد با وزن ۲٬۵۰۰ پوند (۱٬۱۰۰ کیلوگرم) قلاب ۲٬۵۰۰ پوند (۱٬۱۰۰ کیلوگرم) کشتی شبیه‌ساز قایق مانند قادر به دستیابی به سرعت سریعتر از ۴ مایل در ساعت (۳٫۵ گره) نبود، هرچند "چرخش سریع پیشران" باعث شد دکتر بل این باور را داشته باشد که این کشتی می‌توانست از نظر نظری حداکثر سرعت داشته باشد " سی یا چهل مایل در ساعت، "قابل مقایسه با برخی از کشتی‌های هوایی مدرن، اگر کشیدن به‌طور کامل از بین برود. پیشگام هواپیمایی هوانوردی برزیل سانتوس دوومنت برای آزمایش یک موتور هواگرد در سال ۱۹۰۷ یک کشتی بومادران مشابه ساخت، که وی آن را یک هیدروفیلی نامید.

کشتی‌های هوایی اولیه ارتش انگلیس در بین‌النهرین در سال ۱۹۱۸

۲۵ کیلومتر بر ساعت (۱۶ مایل بر ساعت؛ ۱۳ گره) با ۳–۴ نفر در هیئت مدیره. در فرانسه، ژاک اشنایدر، از شهرت اشنایدر تروفی، شهرت خود را با نام تجاری چند مسافر هواپیمای قایق هوایی در حدود ۱۹۱۳–۱۹۱۴ تولید و آزمایش کرد.

### قایق‌های موتوری زودرس
به‌کارگیری نخستین قایق‌های هوایی، سال ۱۹۱۵ میلادی می‌باشد. ارتش انگلیس در کمپین بین‌النهرین جنگ جهانی اول از قایق‌های هوایی استفاده کرد که آن‌ها را لامبرت گلایدرهای آبی "Hydro-Glisseurs" , می‌نامیدند. آن‌ها کوچک، با کف مسطح مانند آیرونکلاد با بدنه چوبی بودند که توسط یکی از تولیدکنندگان هواپیماهای بزرگ که اجازه رسیدن به سرعت تا ۵۵ مایل بر ساعت (۴۸ گره) را دریافت نمود. آن‌ها نخستین بار برای شناسایی رودخانه دجله استفاده شدند. نخستین قایق هوایی، HG 1 Ariel با استفاده از موتور و پروانه یک فروند هواپیمای خراب شده نیروی هوایی سلطنتی استرالیا فارمن ام اف ۷ ساخته شد و توسط راج بریتانیا در اختیار نیروهای بین‌النهرین قرار گرفت.
پس از جنگ، از قایق‌های هوایی لامبرت در آب‌های کم‌عمق رودخانه یانگ تسه بالایی، در رودخانه هوانگپو و جاهای دیگر استفاده شد. این قایق‌های هوایی مانند همتایان نظامی خود در فرانسه تولید و در شانگهای مونتاژ می‌شدند. آن‌ها آبخور (شناور) داشتند که تنها هفت اینچ بود و می‌توانستند تا سرعت ۳۲ مایل بر ساعت (۲۸ گره) بروند، از قایق‌های هوایی لامبرت همچنین در رودخانه میسوری بالایی و در باتلاق‌های فلوریدا ایورگلاد استفاده می‌شد.
فارمن ایرکرافت، شرکتی که موتورهای ویژهٔ کشتی‌های نظامی دابلیو دابلیو ای را ساخته است، در دهه ۱۹۲۰ تولید قایق‌های هوایی غیرنظامی را آغاز کرد. این قایق‌های هوایی را برای استفاده به عنوان تاکسی دریایی و کشتی‌های باری سبک یا قایق‌های گشت زنی برای دولت‌های استعماری فرانسه به بازار عرضه کرد. آن قایق‌های هوایی بسته به مدل ۲۵۰۰۰ تا ۵۰٬۰۰۰ فرانک فروخته می‌شدند، قیمتی که برای خریداران بالقوه بسیار متفاوت بود. این شرکت در اواخر دهه ۱۹۲۰ تولید قایق را متوقف نمود.

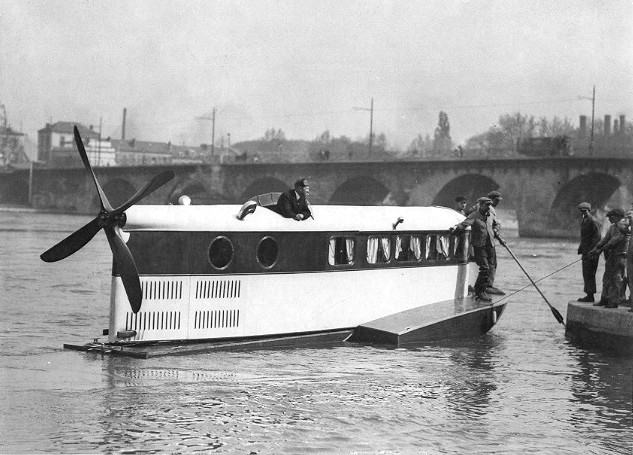
نمونه اولیه قایق هوایی Farman Le Ricocheur در سال ۱۹۲۴. سرعت آن تا ۱۲۵ کیلومتر در ساعت (۶۷٫۵ گره) بود

کشتی‌های هوایی اولیه اروپا با همتایان مدرن خود تفاوت چشمگیری داشتند. در مقایسه با قایق‌های هوایی امروزی، قایق‌های هوایی اولیه اروپا بزرگتر بودند، آن‌ها فاقد یک قفس محافظ در اطراف پروانه بودند. تفاوت دیگر در سامانهٔ ناوبری آن‌ها است که در کشتی‌های هوایی قدیمی سکان در آب توسط کنترل فرمان با کنترلی شبیه پدال گاز است دقیقاً مانندخودرو اما در نسل جدید و مدرن از یک سکان هوایی بیرون آب و جلو پروانه با کنترل جوی استیک عمل می‌نماید.

## قایق‌های هوایی اولیه آمریکا
در سال ۱۹۲۰ گلن کورتیس با ساختن یک گونه قایق هوایی برای استفاده در شکار با تیر در جنگل‌های پشتی فلوریدا معروف شد. این میلیونر که سپس به توسعه شهرهای هیلاله و میامی پرداخت، استعدادهای خود را در زمینه‌های ترابری هوایی و طراحی برای تسهیل سرگرمی خود ترکیب کرد و نتیجه پایانی یک قایق اسکوتری بود، با ۶ سرنشین، با کابین نیروی محرکه آن توسط موتور هواگرد و ملخ آن تأمین می‌شد که با سرعت ۵۰ مایل در ساعت ۵۰ مایل بر ساعت (۴۳ گره) در تالاب‌ها حرکت می‌کرد.

با گذشت سال‌ها، طراحی استاندارد از طریق آزمایش و خطا تکامل یافته است: اکنون استاندارد برای یک قایق کف صاف، مسطح با موتور نصب شده در عقب قایق، راننده در یک موقعیت مرتفع قرار می‌گیرد و یک قفس برای محافظت از پروانه در مقابل برخورد اجسام با پروانه است. 

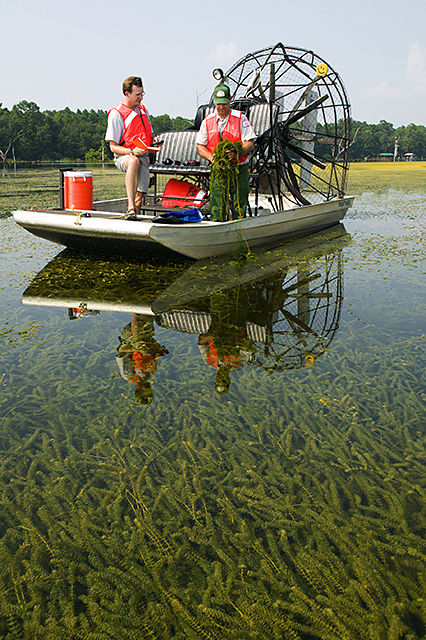
مهندسین ارتش آمریکا از یک قایق هوایی برای جمع‌آوری هیدریلا مقاوم در برابر علف کش از دریاچه سمینول در شمال فلوریدا استفاده می‌کنند

## ساخت و طراحی
تولیدکنندگان قایق‌های هوایی معمولاً مشاغل خانوادگی کوچکی هستند و کار مونتاژ و ساخت این قایق‌ها را انجام می‌دهند. بیشتر قایق‌های هوایی در ایالات متحده ساخته می‌شوند، اگرچه در روسیه، ایتالیا، فنلاند، ژاپن، استرالیا، و جاهای دیگر نیز کارگاه‌هایی وجود دارد. پیش از سال ۱۹۵۰، بیشتر قایق‌های هوایی در فرانسه توسط شرکت‌ها و اشخاصی چون فارمن، دی لامرت و رنه کوزینت ساخته می‌شدند.
بدنه قایق‌های هوایی مدرن و تجاری از جنس آلومینیوم یا فایبرگلاس ساخته می‌شوند. انتخاب مواد با توجه به گونهٔ مکانی که قایق در آن به کار خواهد رفت تعیین می‌شود. قایق‌های هوایی برای استفاده در سطوح یخ زده دارای پوسته‌های آلومینیومی با روکش محکم‌تری هستند، در حالی که آن‌هایی که برای استفاده در باتلاق‌ها در نظر گرفته شده‌اند دارای پوسته‌های فایبرگلاس سبک‌تر هستند. قایق‌های مورد استفاده در گردشگری بسیار بزرگتر بوده و ۱۸ مسافر یا بیشتر را در خود جای دهند.
در این گونه قایق‌ها از دو گونه موتور هواگرد و دیگری خودرو استفاده می‌شود که گونه هواپیمایی آن با هوا خنک شده و گونه خودرویی آن که معمولاً مدل V8 و گونه ۴ یا ۶ سیلندر میاشند هستند که از ۵۰ تا بیش از ۶۰۰ اسب بخار قدرت دارند. موتورهای خودرو به دلیل قطعات یدکی که به‌راحتی در دسترس هستند و گونه بنزین معمولی ارزان‌تر هستند. از آنجا که یک موتور هواگرد، ۴- یا ۶ سیلندر (O4 یا O6) دارای قطعات متحرک کمتری نسبت به موتور استاندارد خودرو است استهلاک کمتر و تعمیر آن راحت‌تر است و وزن آن نیز کمتر است. با این وجود نباید از نظر دور داشت برای تعمیر موتورهای خودرو می‌توان از مکانیک‌های معمولی استفاده نمود و نیازی به پرسنل تعمیراتی تخصصی مانند موتورهای هواپیما ندارد.
اگرچه موتور نیز صدای خودش را دارد اما بیشتر صدای تولید شده توسط یک قایق هوایی از پروانه آن است، در طرح‌های جدید قایق هوایی به لطف صدا خفه کن و پروانه‌های فیبر کربن چند تیغه به‌طور چشمگیری کم صداتر هستند. 

## ایمنی

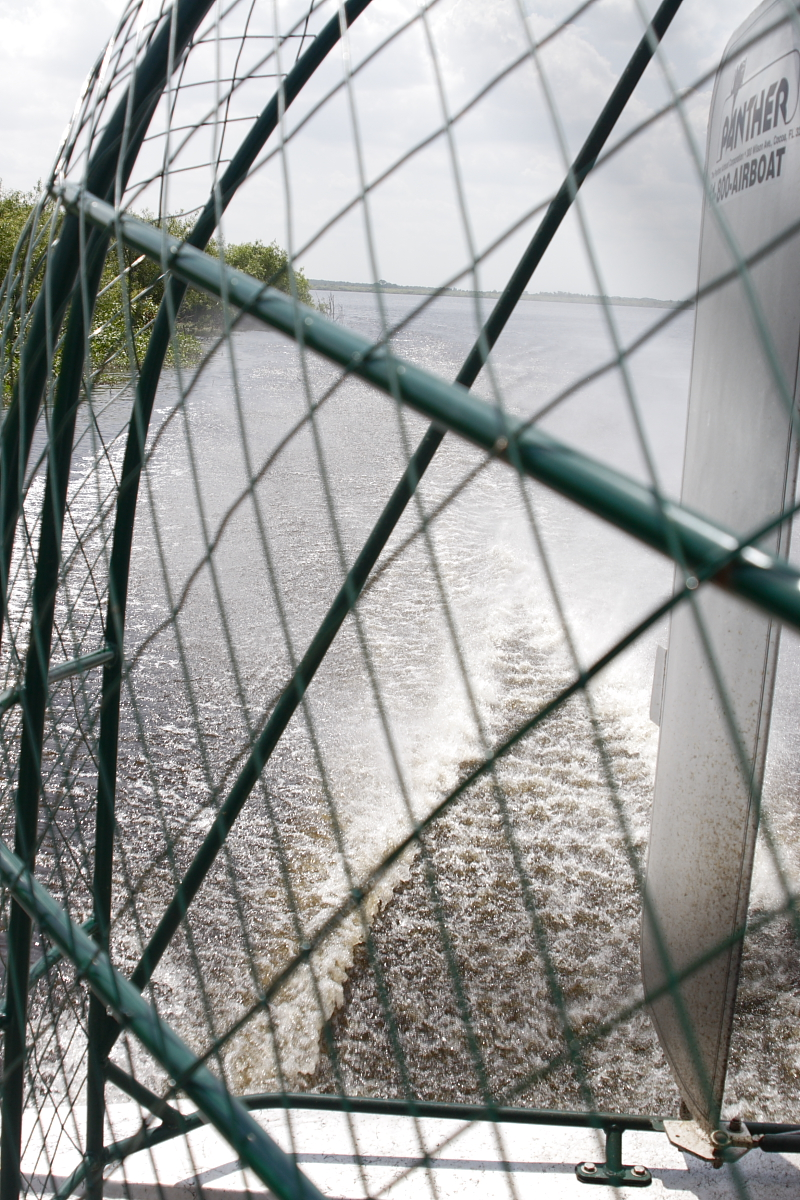
نمایش عمودی از قفس ایمنی هنگام کار

بیش از ۷۵ تصادف با قایق هوایی بین سال‌های ۲۰۱۴ و ۲۰۱۷ در فلوریدا رخ داده است، که منجر به هفت کشته و ۱۰۲ زخمی شدید شد. بیشترین کشته (پنج مورد از هفت) مرگ بر اثر غرق شدن بوده است و ۹۰ درصد از مصدومان فاقد جلیقه نجات بودند، حتی اگر تنها ۳۰ درصد آن‌ها شنا را بلد بودند. نداشتن کمربند ایمنی یکی دیگر از پیش‌بینی‌های مهم آسیب در یک تصادف است. شایعترین صدمات وارده در حوادث قایق هوایی، بریدگی شدید، کبودی و شکستگی است. البته صدمات شدید غیر معمول نیست و ۱۰ درصد از مصدومین دچار صدمات گردن و پشت و نیازمند جراحی و دارو درمانی طولانی مدت درد و ۱۰ درصد دیگر دچار صدمات مغزی بودند.
براساس تجزیه و تحلیل سال ۲۰۱۷ توسط میامی نیو تایمز، ۶۴ درصد حوادث قایق هوایی تقصیر گردانندگان بوده و به دلایل زیر است:
1. عدم آموزش قایقرانی؛
2. کمبود تجهیزات ایمنی مانند کمربند ایمنی یا وسایل نجات یا عدم استفاده صحیح از تجهیزات ایمنی.
3. رفتار بی پروا، مانند سوء مصرف مواد مخدر یا الکل.

موتور و پروانه یک قایق هوایی در یک قفس فلزی محافظ محصور شده‌اند که از برخورد اجسام مانند شاخه‌های درختان، پوشاک، ظروف نوشیدنی، مسافر یا جانوران وحشی در تماس با پروانه گردبادی جلوگیری می‌کند، که می‌تواند باعث آسیب دیدگی شود و به گرداننده و مسافر یا خسارت ویرانگر به کشتی منجر گردد. قفس‌های ایمنی همیشه به‌طور کامل کار نمی‌کنند، مثلاً شماری از افراد انگشتان دست خود را از دست داده‌اند و شاخه‌های درختی که وارد قفس‌های ایمنی می‌شوند پروانه‌های قایق هوایی را خراب کرده و گردانندگان و مسافران را مجروح نموده‌اند.

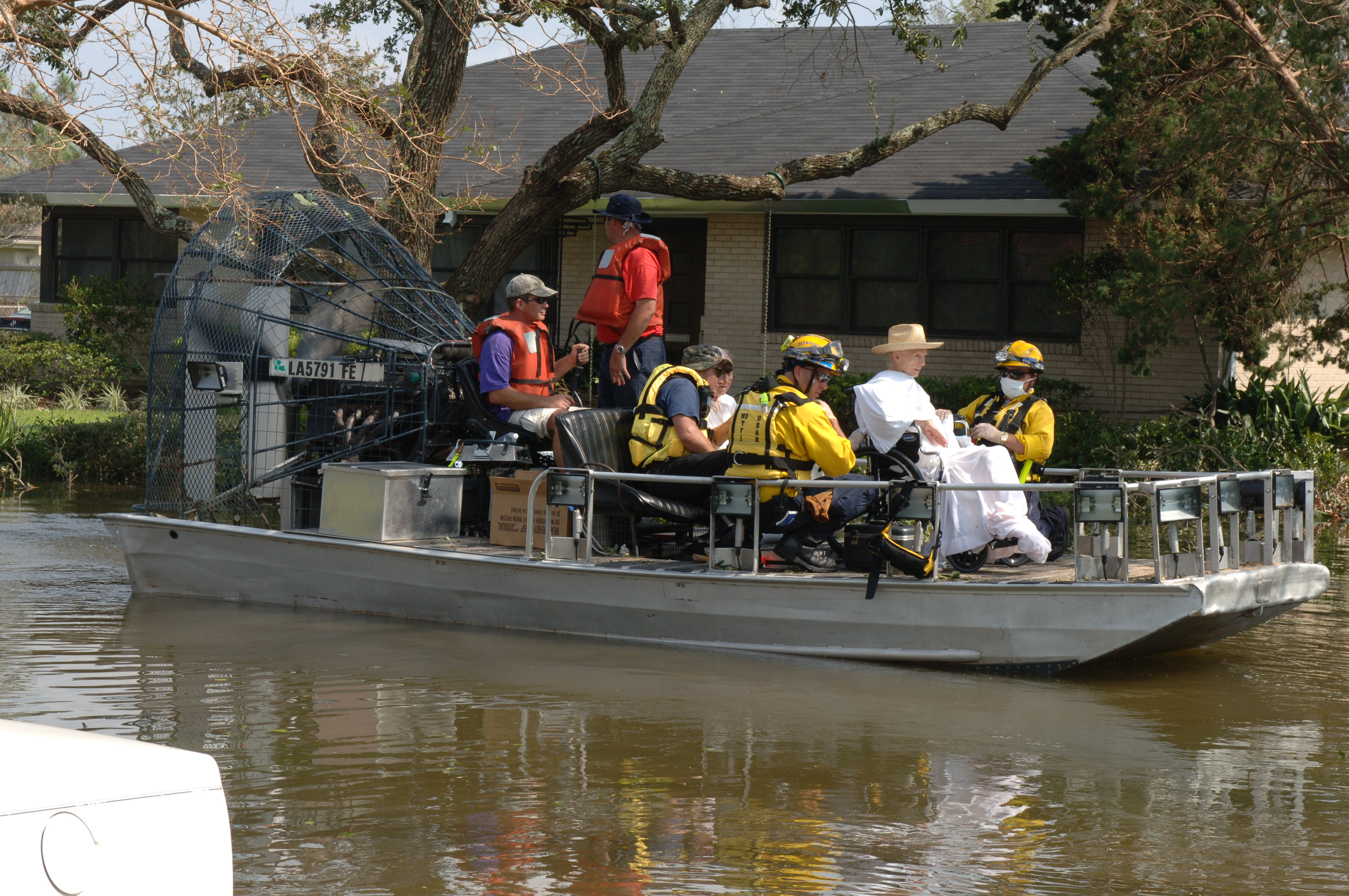
پس از طوفان کاترینا ساکنین توسط قایق‌های هوایی جابجا می‌شوند

## نجات
در سال‌های گذشته، قایق‌های هوایی برای سیل، آب‌های کم عمق و عملیات نجات بر روی یخ ضروری بوده‌اند. در نتیجه، آن‌ها برای مصارف ایمنی عمومی محبوبیت بسیاری پیدا کرده‌اند.
در جریان سیل نیواورلئان به دنبال طوفان کاترینا، ۲۹ اوت ۲۰۰۵، قایق‌های هوایی از سراسر ایالات متحده هزاران قربانی سیل را نجات دادند. سی قایق هوایی توسط داوطلبان غیرنظامی، بیش از ۱۱۰۰ بیمار و ۴۰۰۰ کارکنان پزشکی و اعضای خانواده آن‌ها را از چهار بیمارستان در مرکز شهر نیواورلئان در کمتر از ۳۶ ساعت تخلیه کردند.

## استفاده نظامی
از قایق‌های هوایی توسط نظامیان مختلف و گشت‌های مرزی در سراسر جهان و همچنین گارد ساحلی ایالات متحده استفاده می‌شود. علاوه بر استفاده از قایق‌های هوایی توسط ارتش انگلیس در کمپین بین‌النهرین WWI و توسط اتحاد جماهیر شوروی در جبهه شرقی جنگ جهانی دوم استفاده شد، قایق هوایی توسط ارتش ایالات متحده و نیروهای امنیتی عراق در جنگ‌های ویتنام و عراق استفاده شده‌اند.
از قایق‌های هوایی در تگزاس و عراق نیز برای گشت مرزی استفاده می‌شود. قایق‌های هوایی مورد استفاده در عراق توسط شرکت‌های آمریکایی تهیه و در عراق توسط پیمانکاران غیرنظامی آمریکایی مونتاژ شده است و آن‌ها توسط نیروهای آمریکایی و عراقی برای گشت زنی در رودخانه‌های دجله و فرات، باتلاق‌های جنوب شرقی عراق و آبراه اروندرود استفاده می‌شوند. دو مورد آخر شامل بخش‌هایی از مرز ایران و عراق است.

در سال ۲۰۱۳ وزارت نفت عراق ۲۰ فروند قایق هوایی را برای ترابری پرسنل، گشت‌زنی، حمل بارهای سبک در رودخانه‌ها و باتلاق‌های عراق خریداری کرد.

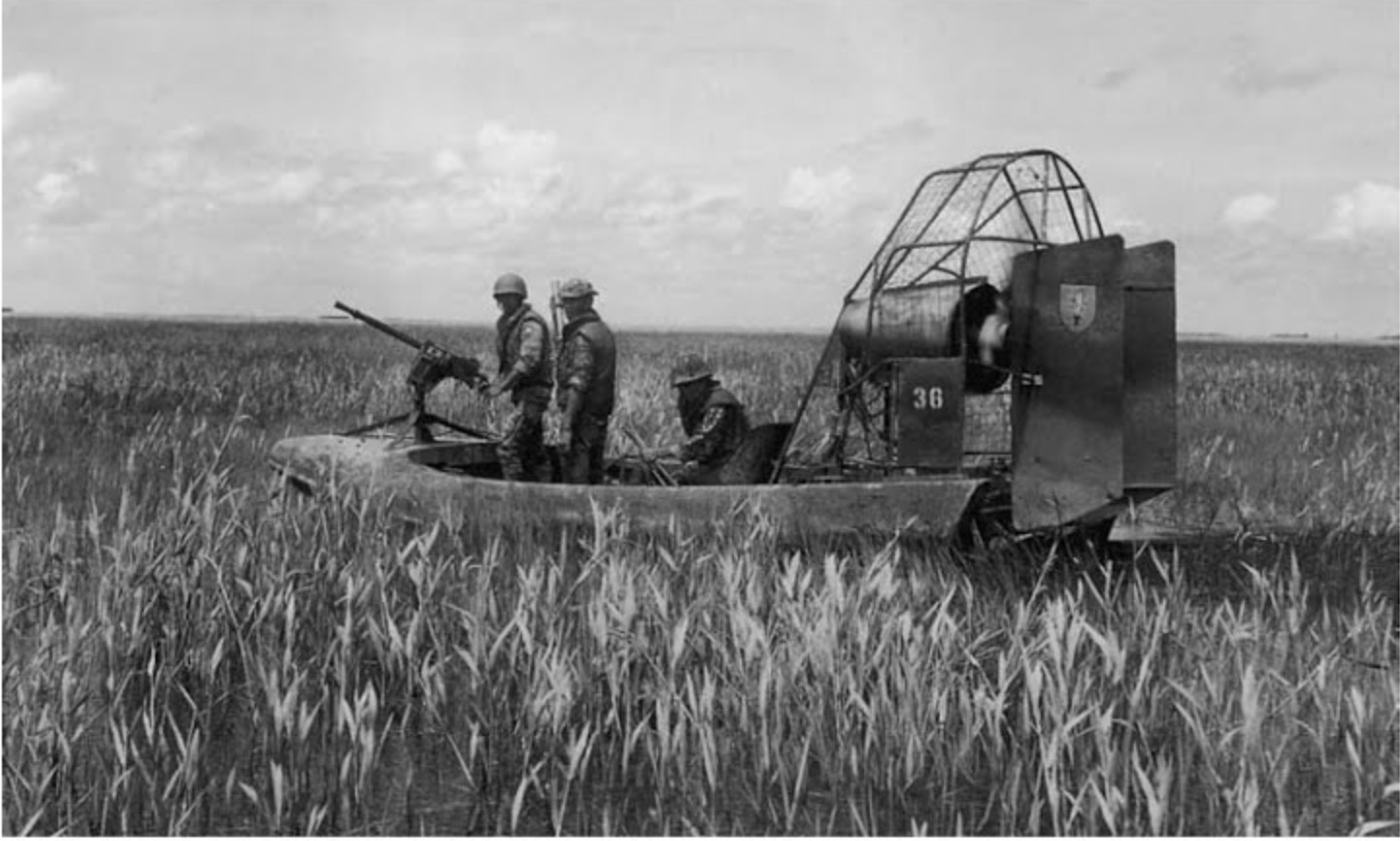
قایق هوایی نیروهای ویژه ایالات متحده ایرکرافت در ویتنام
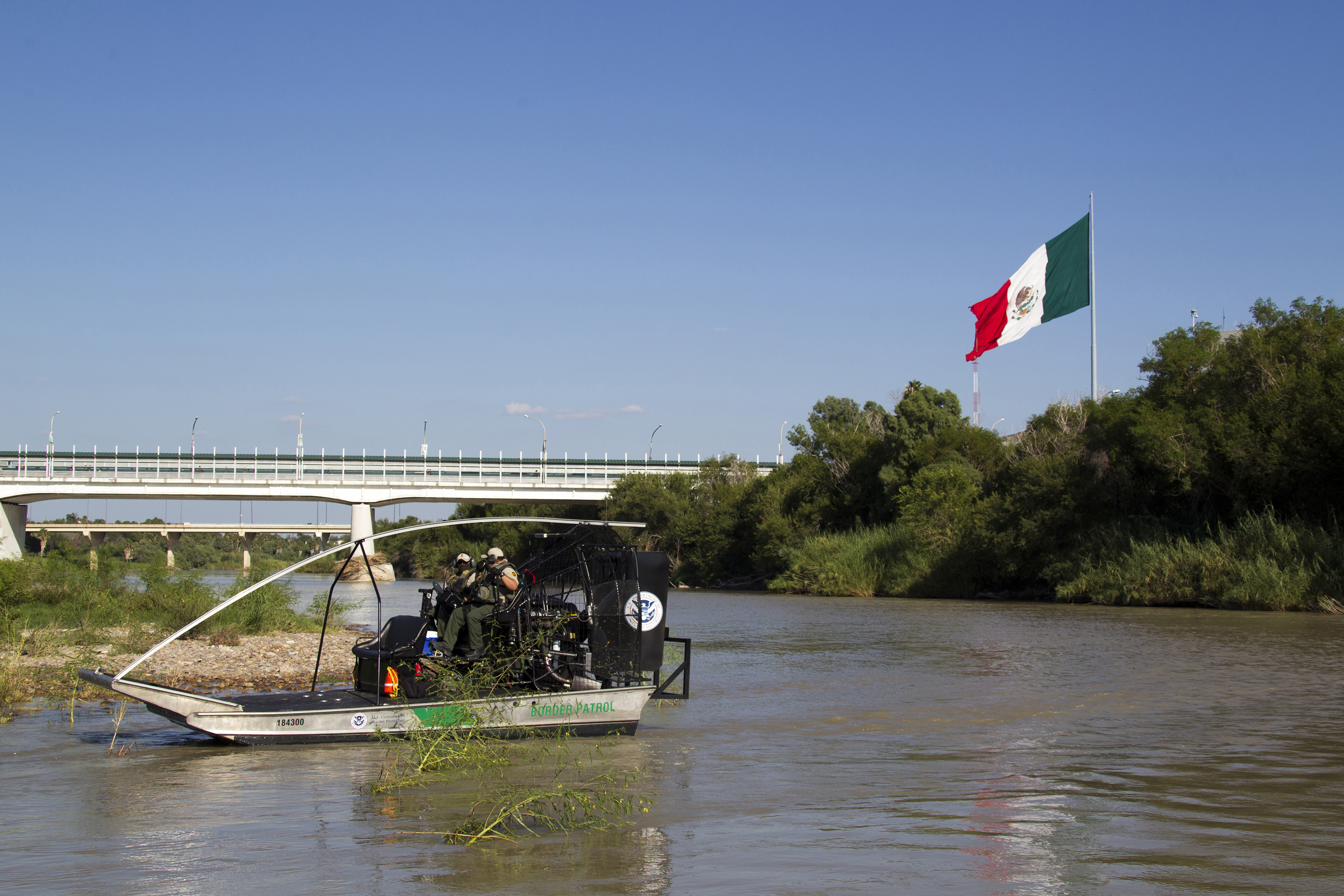
گمرک و حفاظت از مرزهای ایالات متحده مرز رود ریو گراند را در یک قایق هوایی گشت می‌زند
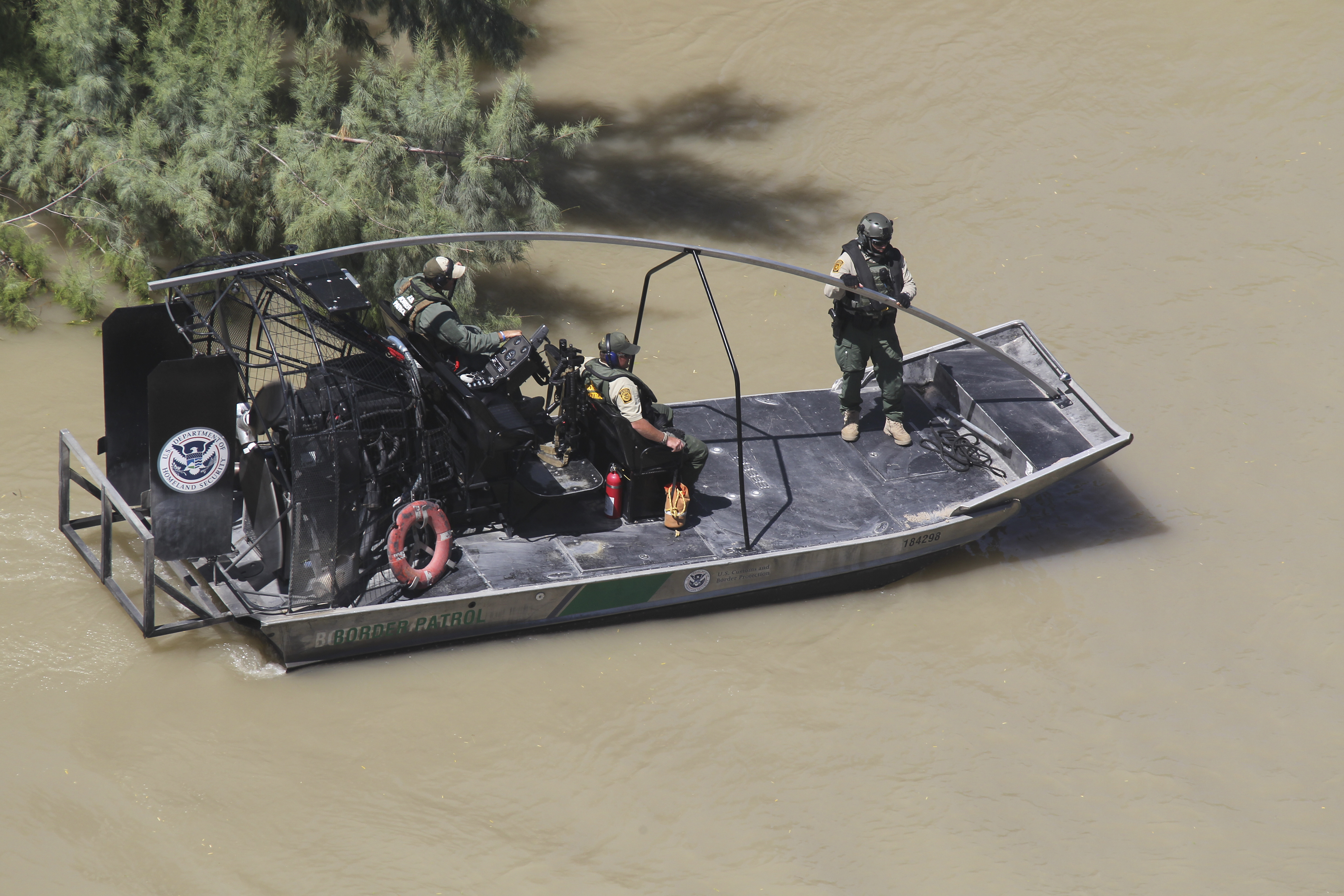
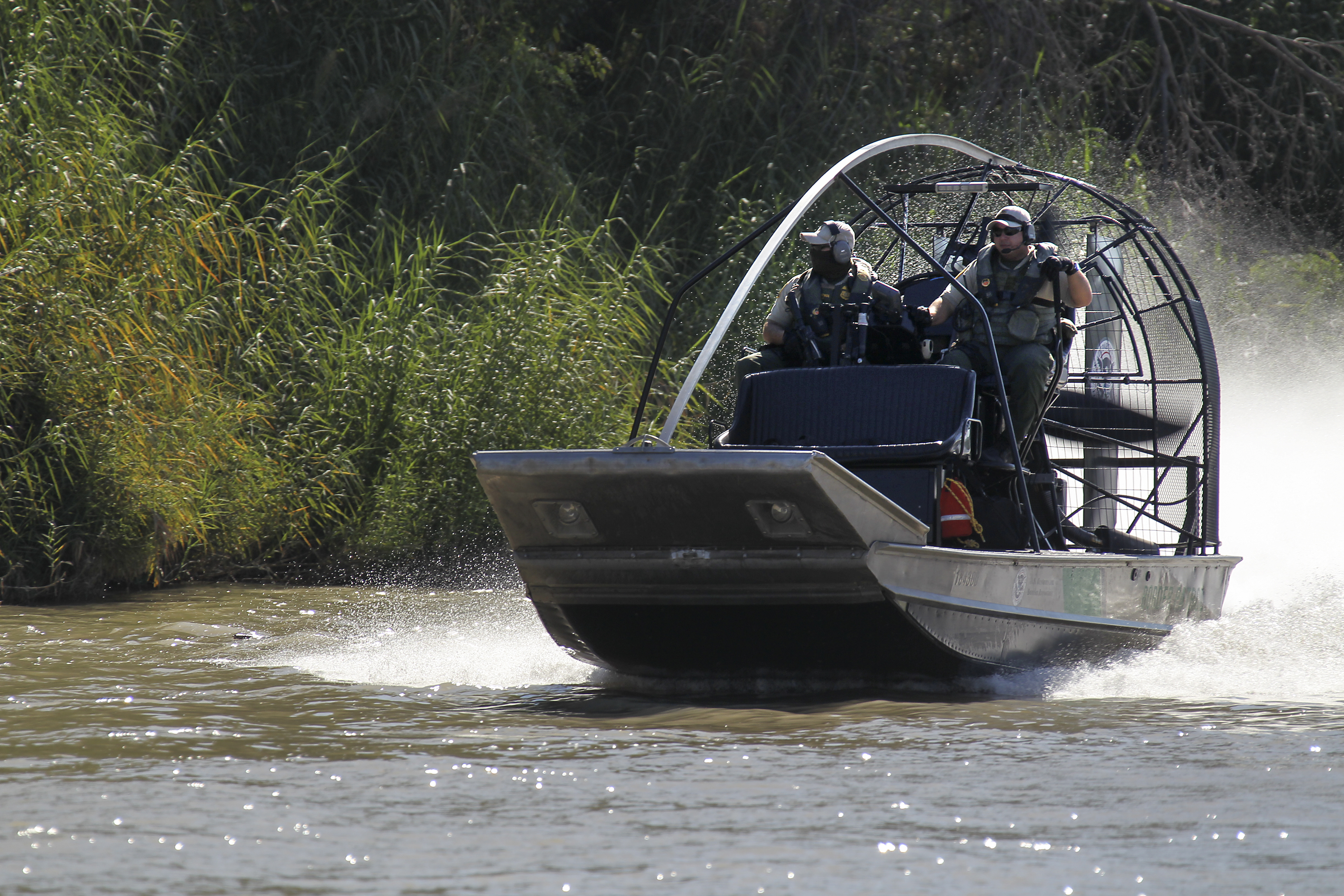
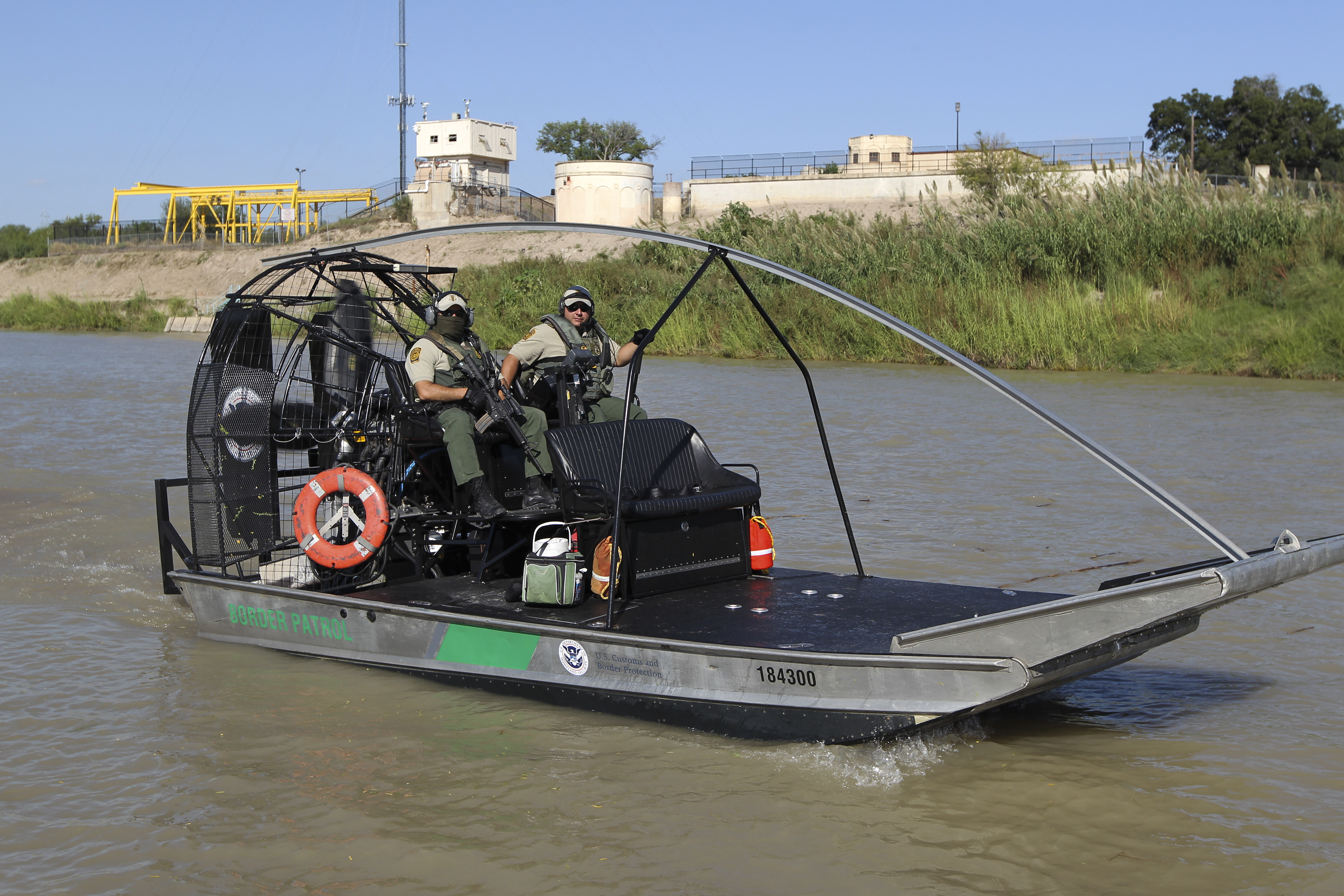

## یادداشت
1. ↑  In early aviation history the term airboat was applied to seaplanes or flying boats, i.e.amphibian aircraft capable of taking off and landing on water surfaces. Early airboats were known as "hydroglisseurs" (airboat in French, ت.ت. "water slider"), hydroplanes, hydrofoils, or other names. See e.g. Flying Volume 4 (1915-1916) and Cercle du Mononautisme Classique Archives historiques بایگانی‌شده  در ۲۰۱۶-۰۳-۱۳ توسط Wayback Machine (in French).
2. ↑  The source cited states the price of an airboat as $25,000 to $40,000 in 2004, which is equal to between $33,000 and $53,000 in 2018 dollars.
3. ↑  Lambert refers to their manufacturer, the De Lambert company of France, and "Hydro-Glisseur" means "airboat" in French.